# Pseudochaetosphaeronema
Pseudochaetosphaeronema is een geslacht van schimmels uit de orde Pleosporales. De typesoort is Pseudochaetosphaeronema larense.

## Soorten
Volgens Index Fungorum telt het geslacht zeven soorten (peildatum februari 2022):
| Soortnaam                             | Auteur(s)                                               | Publicatiejaar |
| ------------------------------------- | ------------------------------------------------------- | -------------- |
| Pseudochaetosphaeronema chiangraiense | Wijesinghe, Boonmee & K.D. Hyde                         | 2021           |
| Pseudochaetosphaeronema ginkgonis     | X.Y. Deng, T.Yuan Zhang & Yi X. Zhang                   | 2016           |
| Pseudochaetosphaeronema kunmingense   | D.P. Wei, Wanas. & K.D. Hyde                            | 2020           |
| Pseudochaetosphaeronema larense       | (Borelli & R. Zamora) Punith.                           | 1979           |
| Pseudochaetosphaeronema martinelli    | S.A. Ahmed, Desbois, Miossec, Atoche, Bonifaz & de Hoog | 2015           |
| Pseudochaetosphaeronema pandanicola   | Tibpromma & K.D. Hyde                                   | 2018           |
| Pseudochaetosphaeronema siamense      | Jayasiri, E.B.G. Jones & K.D. Hyde                      | 2019           |